# Moshoeshoe II van Lesotho

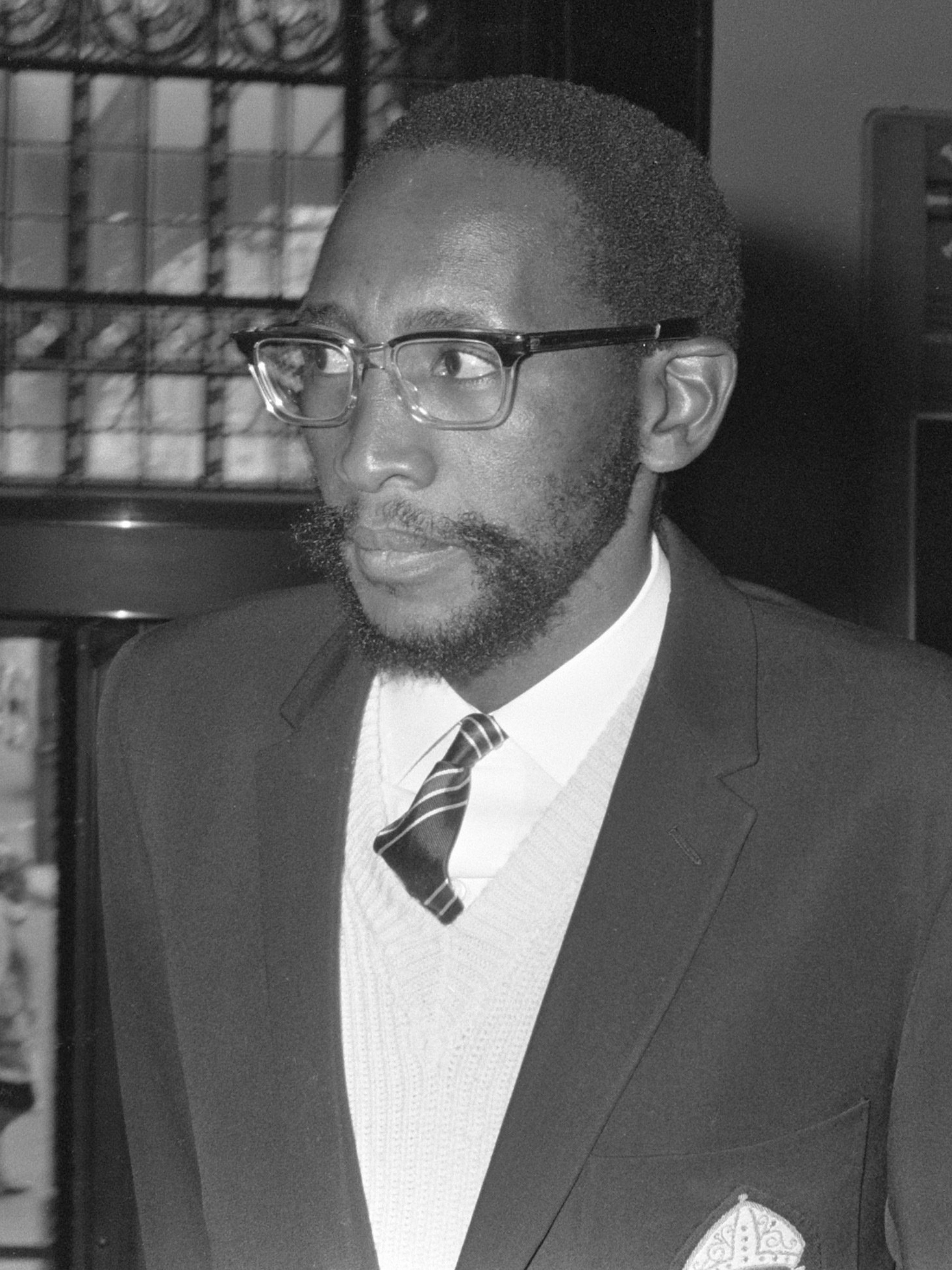
Koning Moshoeshoe II van Lesotho tijdens zijn korte ballingschap in Nederland (14 april 1970)

Moshoeshoe II, geboren als Constantine Bereng Seeiso (Thabang, 2 mei 1938 – Maloti Mountains, 15 januari 1996), was van 1960 tot 1965 Paramount Chief van Basotholand en van 1965 tot 1990 en van 1995 tot zijn dood in 1996 koning van Lesotho.
Moshoeshoe (Constantine Bereng Seeiso) studeerde aan het Roomse College van Masuro in Basotholand en daarna aan het rooms-katholieke Ampleforth College en het Corpus Christi College te Oxford. 
In 1960 werd hij Paramount Chief van Basotholand onder de naam Moshoeshoe II (Moshoeshoe I was de stichter van Basotholand en tevens haar eerste Paramount Chief). Basotholand was toen nog een Brits protectoraat. Op 30 april 1965 werd Basotholand een autonoom koninkrijk en werd Moshoeshoe II koning. Op 4 oktober 1966 werd Basotholand onder de naam Lesotho een onafhankelijk koninkrijk.
In 1970 ontstond er een conflict tussen de koning en zijn premier, Chief Joseph Leabua Jonathan. De oppositie en de koning namen het Chief Jonathan kwalijk dat hij het nieuwe parlement naar huis had gestuurd en de verkiezingsuitslag - die ongunstig was verlopen voor de premier - ongeldig had verklaard. In februari vluchtte Moshoeshoe II naar Nederland. Pas op 5 december 1970 kon de koning, na te hebben beloofd zich niet meer met de politiek te zullen bemoeien, terugkeren. 
In januari 1986 kwam premier Jonathan ten val tijdens een militaire staatsgreep. De nieuwe leider, generaal-majoor Justin Metsing Lekhanya, kende de koning enige wetgevende en uitvoerende taken toe. De koning kwam echter in conflict met Lekhanya toen deze had toegegeven dat hij een student eigenhandig had doodgeschoten en ANC-leden het land uitzette. In februari 1990 vluchtte Moshoeshoe naar Engeland en in december van dat jaar werd hij van zijn troon vervallen verklaard. De legerleiding zorgde ervoor dat zijn oudste zoon hem onder de naam Letsie III van Lesotho opvolgde. In 1991 kwam Lekhanya ten val en de nieuwe legerleider, kolonel Elias Phisoana Ramaema, stond het Moshoeshoe toe om als 'burger' naar Lesotho terug te keren.
Na de val van de militaire dictatuur in 1993 werd Lesotho een democratie. In 1994 trok Letsie III echter alle macht naar zich toe. Dit leidde tot protesten binnen de internationale gemeenschap en Letsie trad vervolgens af (25 januari 1995). Moshoeshoe II werd opnieuw koning.
Koning Moshoeshoe II kwam in januari 1996 tijdens een auto-ongeluk om het leven.